# 巴斯基

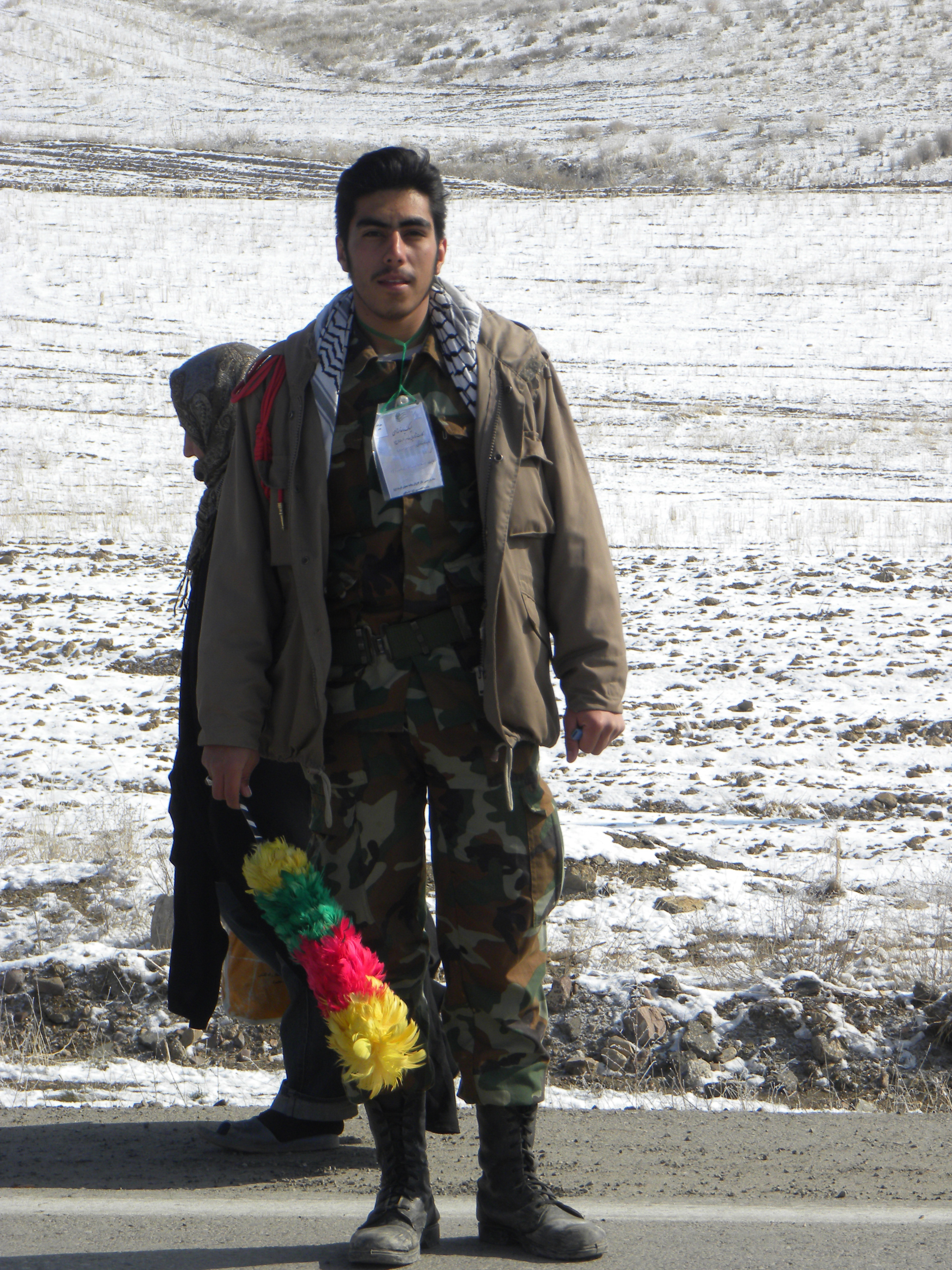
一個巴斯基民兵

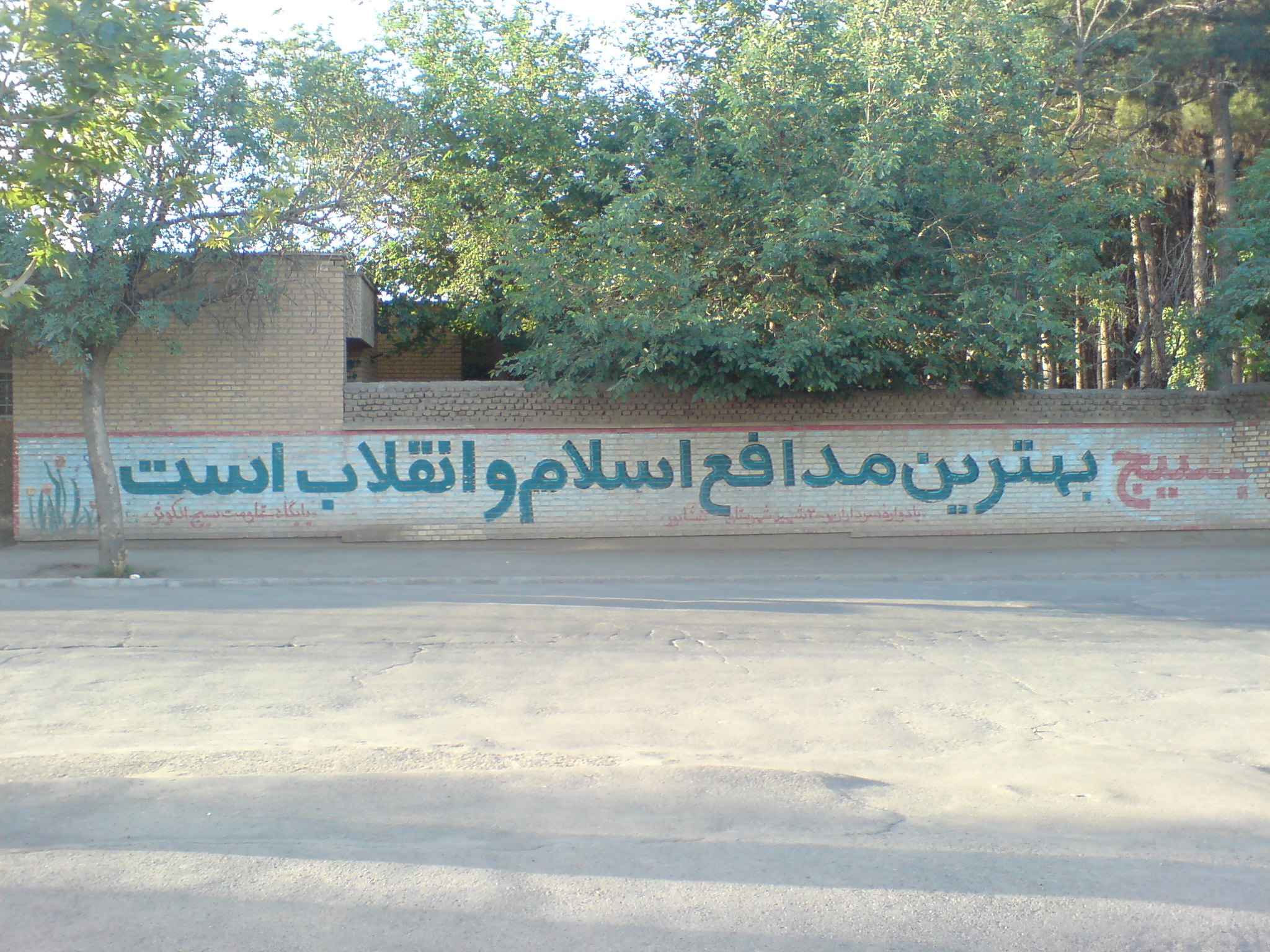
巴斯基標語

巴斯基（波斯語：بسيج，意即“动员”；正式名称是Nirou-ye Moqavemat-e Basij，意即“抵抗力量动员”）是伊朗革命领袖鲁霍拉·穆萨维·霍梅尼创立的志愿準軍事部隊（民兵）屬於伊斯蘭革命衛隊系統，起源於1979年11月紧急征召，大量参与两伊战争民兵。

## 特性
战争结束后被保留下来，协助軍隊和警察从事维护治安的工作，以及提供社会服务等。巴斯基（至少在形式上）服从和接受来自伊朗革命衛隊和伊朗最高领袖哈梅内伊的命令，有人形容他们为包括“各地教士控制的团体”（"many groups controlled by local clerics"）在内的“一个松散的联盟组织集团”（"a loosely allied group of organizations"），哈梅内伊则形容其为“伊朗民族最伟大的希望”（"the greatest hope of the Iranian nation"）和“一棵完美的树”（"an immaculate tree"）。2009年10月，穆罕默德礼萨Naqdi接替侯赛因Taeb任巴斯基指挥官。任何人都可以加入巴斯基，只要对宗教虔诚，并维护伊朗伊斯兰教法政权，就可能成为一名民兵。
新華社記者曾發現几乎所有伊朗政府公務人员都有巴斯基民兵身分，但平時上下班與軍事無關，然而戰時就要接受動員，所以巴斯基也有一種後備軍系統的功能，和平時還有警察和國內特務的任務所以巴斯基可以說是一種效忠哈梅内伊理念的政黨或同好會，構成國內情報網和後備軍網，而擁有此一身份的人也在社會和政府眼中視為忠誠者，於公職和各行各業受到關照。